# Giorgio Cambiotti
Giorgio Cambiotti (Roma, 30 maggio 1931 – Roma, 31 gennaio 2000) è stato un fumettista italiano pioniere del fumetto erotico italiano.

## Biografia
Entra nel 1968 nello studio di Sergio Rosi per il quale disegna diversi episodi delle serie Kriminal, Messalina, Reno Kid e per la rivista horror edita dalla Sansoni, ma divenne noto soprattutto per la serie per adulti Jacula che venne pubblicata anche in Francia e Germania. Negli anni settanta entra nello studio Giolitti per il quale disegna storie a fumetti per adulti delle serie Oltretomba (1971), Cosmine (1974), La donna di Satana e Yasmine, oltre a numerose storie di Mandrake e Uomo mascherato pubblicate dal 1972 dalla casa editrice Fratelli Spada. Ha quindi iniziato a collaborare con Ediperiodici, Eura Editoriale e Casa Editrice Universo. Dagli anni sessanta agli anni ottanta, attraverso gli studi Rosi e studio Giolitti, realizzò numerose serie per editori stranieri come The Steel Claw, Jackie and the Wild Boys, Secret of Trebaran e Harker’s War pubblicate su vari periodici britannici mentre, per il mercato americano, per l'editore Gold Key/Western collaborò a serie come The Twilight Zone, Star Trek, Boris Karloff Tales of Mystery, Goodbye Mr. Chips, Starstream, e, per quello tedesco le serie Reno Kid, Perry Rhodan, FBI G-Man Bruce Cabot. In Italia dalla fine degli anni settanta a tutti gli anni ottanta collaborò alla realizzazione di serie a fumetti per adulti come Mercenari, Malavita Internazionale e Zip e, alla fine degli anni ottanta, collaborò anche con l'Editrice Universo alle riviste Il Monello e Intrepido; negli anni novanta realizzò alcuni episodi della serie Balboa della Play Media Company.